# Enric Sió
Enric Sió i Guardiola (Badalona, 5 aprile 1942 – Barcellona, 2 novembre 1998) è stato un fumettista spagnolo, autore di Aghardi, una serie a fumetti per la quale venne premiato con una segnalazione di merito al Salone Internazionale dei Comics nel 1969. Noto come Enric Sió, è considerato uno degli innovatori del fumetto spagnolo.

## Biografia
Nacque a Badalona nel 1942, figlio di un direttore di un'azienda tessile; studiò economia, ma alla fine seguì la sua vocazione artistica iniziando la sua carriera di disegnatore nel 1960 lavorando per gli editori Mateu e Bruguera e per l'agenzia internazionale Josep Toutain Selecciones Ilustradas per la quale realizzò storie di genere sentimentale per la rivista britannica Valentine edita dalla Fleetway. Successivamente lavorò come curatore editoriale e supervisore per le Edicions 62/Ediciones Penisula. Ritornerà a lavorare come autore nel 1966 disegnò storie della serie "Battler Briton" sempre per la Fleetway oltre a iniziare anche a realizzare lavori più personali come la serie "Lavinia 2016 o La Guerra de los Poetas"  scritto da Emili Teixidor e pubblicata nella rivista Oriflama, dove compaiono molti dei protagonisti della cultura catalana come cantanti, attori, scrittori e politici, il tutto in chiave satirica e critica risultando essere una delle prime storie a fumetti satiriche sulla dittatura di Francisco Franco. Nel 1968 realizzò due storie a fumetti sperimentali per una raccolta antologica pubblicata dalla casa editrice Salvat. Ha anche collaborato con Román Gubern al libro "El lenguaje de los Comics" oltre alla storia "Aghardi" realizzata fra il 1969 e il 1971 per la rivista italiana Linus e pubblicato in Spagna a quel tempo in Mundo Joven e in versione integrale, senza censure, da Nuova Frontiera nel 1979, e "Gholó", su un'idea di Joan Perucho, pubblicata sulla rivista Serra D`Or.
Nei primi anni settanta, ha collaborato alla rivista horror Drácula con la serie "Mis Miedos". Nel 1971 ha vinto il prestigioso premio Yellow Kid a Lucca come miglior artista straniero. A causa del clima politico in Spagna, si ritirò in esilio volontario in Italia nel 1974. Su ispirazione di un'idea del suo amico Andrés Martin, creò una delle sue opere più famose, Mara, che venne pubblicato su diverse riviste tra il 1970 e il 1975, in particolare nella rivista italiana Linus, e poi raccolto in un volume antologico nel 1980, e considerato uno dei suoi capolavori. Ha messo in mostra il suo talento come disegnatore di scene erotiche attraverso la partecipazione al libro "Il Casanova". Per le Edizioni Cepim ha anche disegnato la storia "L'uomo delle Piramidi" pubblicata nella collana Un uomo un'avventura. Nel 1977 si trasferì a Parigi, dove partecipò alla collana "L'Histoire de France en Bandes Dessinées" edita dalla Larousse; in Francia collaborò con molte delle più importanti riviste europee del tempo, come Charlie Hebdo, Fluide Glacial e Pilote; dopo il suo ritorno nel suo paese, a Barcellona, nel 1979 collaborò con le riviste spagnole Totém e Rambla.
Dagli anni ottanta si concentrò sempre più sull'illustrazione commerciale, sulla fotografia e sul cinema. Nel 1985 ideò e pubblicò la rivista a fumetti per adulti La Oca, simile a Linus ma di breve vita, con la quale ha presentato il lavoro di alcuni dei suoi artisti preferiti, come Guido Crepax, Dino Battaglia e Sergio Toppi. Il suo libro fotografico Barcelona, Guapa!, contenente nudi su luoghi famosi di Barcellona, è stato pubblicato nel 1992. Il suo ultimo lavoro fu una caricatura di Pinochet che fu pubblicata sul giornale Avui il 31 ottobre 1998, il giorno in cui subì un ictus fatale.

## Opere
- Lavinia 2016 o la guerra dels poetes catalans (Oriflama, 1967)
- Nus y Sorang (Salvat, 1967)
- Air Ace Picture Library (1967-68)
- Tirant lo blanch (1968)
- Aghardi (1969, pubblicato in volume per Nueva Frontera, 1979, ISBN 84-85391-19-5 e riedito per Editores de Tebeos nel 2013.
- Mis Miedos (Drácula, 1970)
- Mara (pubblicato in Italia nel 1971, edizione in volume per Nueva Frontera, 1980, ISBN 84-85391-36-5
- Historia de Francia (alcuni episodi, 1974)
- Il Casanova, opera collettiva (1974)
- Lord Shark (Il Corriere dei Ragazzi, 1975)
- Nuovi Soldatini di Carta (illustrazioni di soldatini e uniformi militari, 1976)
- Grandes Descubrimientos (alcuni episodi, 1976)
- Autodafe (illustrazioni, 1977)
- Jesús (alcuni episodi, su Tótem, 1978)
- Los Grandes Descubrimientos (per la Editorial Larousse e poi in Spagna per Planeta)
- Profanadores de Tumbas (el Hombre de las Pirámides, 1979)
- Hernan Cortés en México (1981)
- Storie brevi: Cuestión de Fe, Laberintos, Cadaqués, Finisterre, Solsticio de Verano, 40 en 80, etc. (1978-82)
- Barcelona, Guapa! (fotografia, 1992, ISBN 978-84-88355-00-3

## Premi e riconoscimenti
- Segnalazione di merito come migliore debuttante dell'anno a Lucca (1969)[1][11]
- Premio Yellow Kid a Lucca come miglior disegnatore straniero (1971)[13][6][11]